# Charles Allan Gilbert
Pour les articles homonymes, voir Charles Gilbert et Gilbert.
Charles Allan Gilbert, connu sous sa signature C. Allan Gilbert, est un illustrateur américain né le 3 septembre 1873 dans le Connecticut et mort le 20 avril 1929 à New York.

## Biographie
Né en 1873 à Hartford dans le Connecticut, Gilbert est le plus jeune des trois fils de Charles Edwin Gilbert et Virginia Ewing Crane. Il se tourne très tôt vers le dessin, à cause d’une invalidité. À seize ans, il étudie l’art avec Charles Noel Flagg, le portraitiste officiel du Connecticut et fondateur de la Connecticut League of Art Students. En 1892, il s’inscrit à l’Art Students’ League of New York, où il reste deux ans. Il passe ensuite une année en France et étudie avec Jean-Paul Laurens et Benjamin-Constant à l’Académie Julian à Paris.
De retour de Paris, Gilbert s’installe à New York, où il commence une carrière d’illustrateur. Il est notamment publié dans Scribner’s Magazine, Harper’s Magazine et The Atlantic Monthly. Il publie plusieurs recueils de ses dessins, Overheard in the Whittington Family, Women of Fiction, All is Vanity, The Honeymoon, A Message from Mars, et In Beauty Realm.
Au cours de la Première Guerre mondiale, Gilbert travaille pour le United States Shipping Board au camouflage des navires, et réalise des affiches de propagande militaire dans le cadre des obligations de guerre (Liberty bond (en)).
En 1915–1916, il dirige pour le producteur d’animation John Randolph Bray la série de films Silhouette Fantasies, qui reprend les mythes grecs en utilisant une forme de précinéma dans le style Art nouveau, associant des silhouettes photographiées et des dessins à l'encre,.
Il illustre de nombreux livres, notamment The Soul of a Bishop de H. G. Wells en 1917, His Daughter du gouverneur Morris en 1919, The Age of Innocence d’Edith Wharton l’année suivante, et Gentle Julia de Booth Tarkington en 1922.
Gilbert passe le restant de sa vie à New York — passant cependant ses étés sur l’île Monhegan dans le Maine — et y meurt d’une pneumonie le 20 avril 1929 , âgé de 55 ans.

## All Is Vanity

All Is Vanity (« Tout est vanité »).

Gilbert reste principalement connu pour un memento mori intitulé All Is Vanity, dessiné en 1892 alors qu’il était un étudiant à l’Art Students’ League, et publié dans Life en 1902.
Du fait de la notoriété de cette œuvre, Gilbert est parfois crédité de deux autres images du même genre, Gossip: And the Devil Was There, et Social Donkey, réalisées à la même période, apparemment par l’illustrateur George A. Wotherspoon (d).